# Michael Tiemann

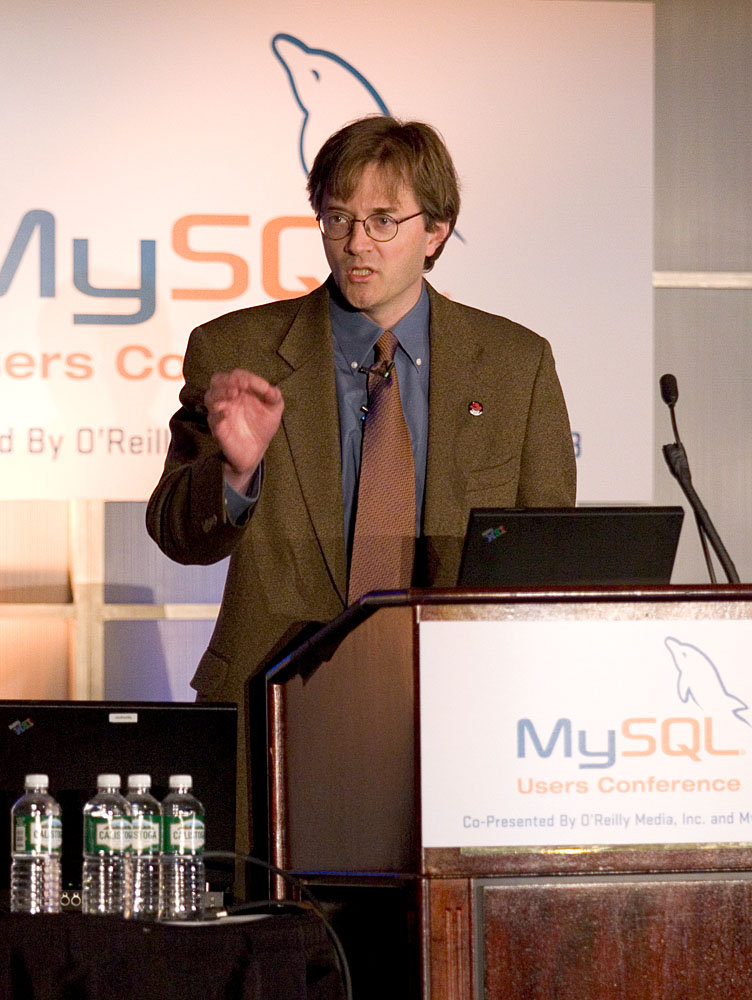
Michael Tiemann auf der MySQL Conference 05

Michael Tiemann ist ein Open-Source-Programmierer. Er gründete 1989 mit Cygnus Solutions eines der ersten Unternehmen, die kommerziellen Support für Open-Source-Software anboten. Tiemann ist Autor des GNU C++ compilers und des GNU Debugger. Seit März 2005 war er der Präsident der Open Source Initiative. Er arbeitet für Red Hat.